# Gerald Frederick Kicanas

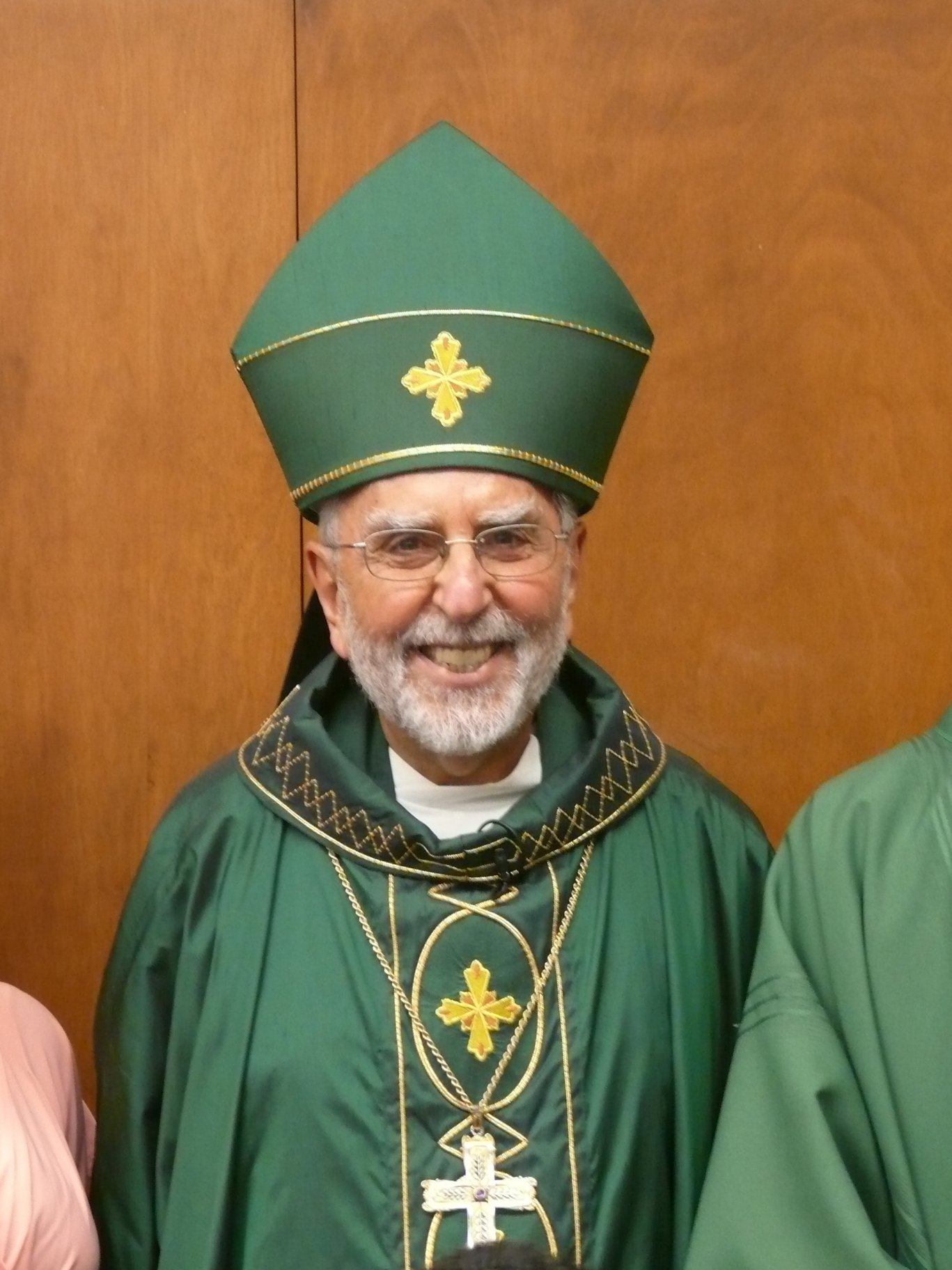
Gerald Frederick Kicanas

Wappen von Gerald Frederick Kicanas

Gerald Frederick Kicanas (* 18. August 1941 in Chicago) ist ein US-amerikanischer Geistlicher und emeritierter römisch-katholischer Bischof von Tucson.

## Leben
Der Erzbischof von Chicago, John Patrick Kardinal Cody, weihte ihn am 27. April 1967 zum Priester.
Papst Johannes Paul II. ernannte ihn am 24. Januar 1995 zum Weihbischof in Chicago und Titularbischof von Bela. Der Erzbischof von Chicago, Joseph Louis Kardinal Bernardin, spendete ihm am 20. März desselben Jahres die Bischofsweihe; Mitkonsekratoren waren die Weihbischöfe in Chicago Alfred Leo Abramowicz und Timothy Joseph Lyne. Als Wahlspruch wählte er Justice begets peace („Gerechtigkeit schafft Frieden“).
Am 30. Oktober 2001 wurde er zum Koadjutorbischof von Tucson ernannt und am 15. Januar des nächsten Jahres in das Amt eingeführt. Mit dem Rücktritt Manuel Duran Morenos am 7. März 2003 folgte er ihm als Bischof von Tucson nach.
Papst Franziskus nahm am 3. Oktober 2017 seinen altersbedingten Rücktritt an.
Vom 28. September 2018 bis zum 23. Juli 2019 war er während der Sedisvakanz Apostolischer Administrator von Las Cruces.
Kicanas ist Großoffizier des Ritterordens vom Heiligen Grab zu Jerusalem.